# Alfredo Julio Grassi
Alfredo Julio Grassi (San Vicente, Santa Fe, 9 de julio de 1925-Ciudad de Buenos Aires, 17 de agosto de 2018) fue un guionista, escritor, traductor, poeta, cineasta y periodista argentino.

## Biografía
Comenzó a publicar en 1946 (con el seudónimo Fred W. Seymour, que seguiría utilizando durante muchos años); se trataba de una novela policial breve, el primer capítulo de la novela "Quedaron tres tumbas en Venus", que por la desaparición prematura de Centuria no pudo aparecer en forma completa hasta casi veinte años más tarde.
Desde 1952 colaboró en la revista Bucaneros, y luego en las editoriales Columba y Récord, entre muchas otras, usando varios seudónimos. Fue autor de la tira Dick, el Artillero, para el King Features Syndicate, y de medio centenar de novelas policiales y de ciencia ficción. Ha escrito dos libros de ensayos: ¿Qué es la Historieta? y ¿Qué es la Argentina?
Durante los años cincuenta trabajó en la Editorial Acme, donde publicó numerosas novelas policiales en la Colección Rastros, tradujo libros de la colección juvenil "Robin Hood" y dirigió la revista Pistas del Espacio (1957-1959), sucesora de la célebre Más Allá (1953-1957).
También editó la revista Centuria, que incluyó mucho material de ciencia ficción, principalmente de su autoría, con su nombre y con seudónimo. También cultivó la novela de cowboys y escribió guiones de historietas para múltiples editoriales argentinas e italianas, como Columba.
Buena parte de sus relatos de ciencia ficción están reunidos en Y las estrellas caerán (Buenos Aires, M.E.S.A., 1967) y En la isla y otros relatos de fantasía (Buenos Aires, Junco, 1970), además de aparecer en varias antologías. A lo largo de su carrera ha utilizado casi una treintena de seudónimos.[cita requerida]
Grassi también ha tenido una extensa carrera política como militante de la Unión Cívica Radical. Durante el gobierno de Arturo Illia fue presidente del Instituto de Cine de la República Argentina (actualmente Instituto Nacional de Cine y Artes Audiovisuales) y durante la presidencia de Raúl Alfonsín fue subgerente de la televisora estatal Argentina Televisora Color (ATC, actualmente Canal 7). Ha dictado clases de cine en la Escuela Nacional de Experimentación y Realización Cinematográfica (ENERC), que él fundara en 1965 cuando era interventor en el INCAA.
Continuó viviendo en la ciudad de Buenos Aires y escribiendo hasta sus últimos días. Una de sus obras recientes es el relato breve Los confines cuya orientación sigue la de su cuento Las zonas, de la antología Los universos vislumbrados, una de sus historias predilectas.

## Genealogía
Hijo del Dr. Alfredo Grassi.